# Sirènes (film, 1994)
Pour les articles homonymes, voir Sirène (homonymie).
Pour plus de détails, voir Fiche technique et Distribution.
Sirènes (Sirens) est un film australo-britannique de John Duigan sorti en 1994.

## Synopsis
Un prêtre anglican part en Australie avec sa femme pour remettre un peintre jugé décadent par l'Église dans le droit chemin. Librement inspiré de la vie du peintre australien Norman Lindsay, le film est une plongée au cœur des tableaux du peintre. Avec toute la luxure, le mystère, la sensualité et l'érotisme qui s'en dégage, l'histoire relate le parcours initiatique d'un couple vers le plaisir.

## Fiche technique
- Titre : Sirènes
- Titre original : Sirens
- Réalisation : John Duigan
- Scénario : John Duigan
- Production : Sue Milliken, Miramax Films
- Photographie : Geoff Burton
- Musique : Rachel Portman
- Montage : Humphrey Dixon
- Décors : Roger Ford
- Genre : Comédie dramatique
- Durée : 98 minutes
- Sortie :
  - version originale
  - en France, le 4 janvier 1995

## Distribution
- Hugh Grant : Anthony Campion
- Tara Fitzgerald (VF : Déborah Perret) : Estella Campion
- Sam Neill (VQ : Bruno Devoldère) : Norman Lindsay
- Elle Macpherson : Sheela
- Portia de Rossi : Giddy
- Tziporah Malkah : Pru
- Pamela Rabe : Rose Lindsay
- Ben Mendelsohn : Lewis
- John Polson : Tom
- Mark Gerber : Devlin
- Julia Stone : Jane